# Laska (powiat lęborski)
Laska (kaszb. Lôska, niem. Laaske) – wieś kaszubska w Polsce położona w województwie pomorskim, w powiecie lęborskim, w gminie Nowa Wieś Lęborska. Wieś jest częścią składową sołectwa Darżewo. 
W latach 1975–1998 miejscowość administracyjnie należała do województwa słupskiego.
Inne miejscowości o nazwie Laska: Laska